# ショーン・フィギンズ
- ショーン・フィギンス

デスモンド・デショーン・フィギンズ（Desmond DeChone Figgins, 1978年1月22日 - ）は、アメリカ合衆国ジョージア州リアリー出身の元プロ野球選手（内野手、外野手）。

## 経歴

### ロッキーズ傘下時代
1997年に、ドラフト4巡目（全体132位）でコロラド・ロッキーズから指名を受けプロ入りした。この年ルーキーリーグ54試合に出場し、リーグ最多の6三塁打、リーグ3位の30盗塁を記録した。

### エンゼルス時代
2001年7月13日にキメラ・バーティーとのトレードでアナハイム・エンゼルスへ移籍し、プロ6年目となる2002年、3Aのソルトレイク・ビーズで125試合に出場し、打率.305、球団新記録となる18三塁打と39盗塁を記録した。

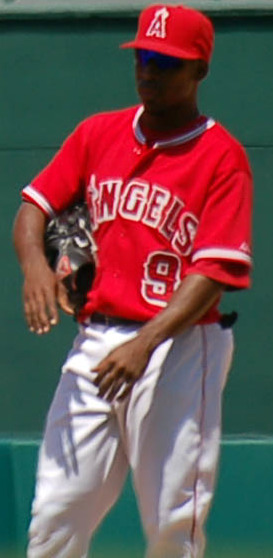
2007年9月22日

その後、8月25日にメジャーデビューを果たした。この年はメジャーで15試合に出場。ワールドシリーズでは代走として出場し、メジャー1年目でワールドチャンピオンの一員となった。2003年、3Aとメジャーの昇格と降格を繰り返し、メジャーで71試合に出場し、打率.296、13盗塁を記録し、3Aでは球団史上歴代2位となるシーズン15三塁打を記録した。
2004年初めて1年を通してプレーをした。5月14日のオリオールズ戦では6打数5安打6打点を記録し、2回には球団史上バック・ロジャース（1961年9月29日）以来となるメジャー初本塁打が満塁本塁打となった。延長10回には決勝打を放ち、チームの勝利に貢献。8月10日にシーズン14三塁打目を放ち、球団シーズン最多三塁打を更新し、この年リーグ2位の17三塁打を記録した。盗塁ではカール・クロフォード、イチローに次ぐリーグ3位の34盗塁を記録した。レッドソックスとのディビジョンシリーズでは14打数で2安打の成績でチームも敗退した。
2005年はこの年のメジャー最多、球団史上ミッキー・リバースが1975年に記録した70盗塁に次ぐ62盗塁を記録し、球団史上初のシーズン100得点・50盗塁を達成した。10月1日のレンジャーズ戦で2安打を放ち、ジョニー・レイのスイッチヒッターとしての球団シーズン安打記録184（1988年）を更新し、最終的に186まで記録を伸ばした。
2006年開幕前に3年総額1,050万ドルで契約延長した。この年、タンパベイ・デビルレイズのカール・クロフォードに次ぐリーグ2位の52盗塁を記録した。9月16日サイクル安打を、9月29日にランニングホームランを達成した。球団史上初めて同じ年にサイクル安打とランニングホームランを達成した。
右手の骨折により出遅れ。、2007年シーズン初出場は4月30日。5月30日時点で打率は.133だったが、それ以降の打率はメジャー1位となる.381を記録。6月には115打数53安打でダリン・アースタッドが2000年4月に記録した球団月間最多安打記録48本を更新した。7月15日に自己最多タイの1試合3盗塁を決め、ゲーリー・ペティスの球団通算盗塁記録187を更新した。最終的に自己最高、リーグ6位となる打率.330を記録。打率が上昇したのはゴロを打つバッティングに徹するようになり、快足が生きるようになったためである。
2009年はオールスターに初めて選出され、リーグ最多の101四球を記録。出塁率は自己最高の.395を記録した。三塁手としての守備も高数値を残して攻守にわたって活躍し、rwarでは7.7を記録するなどキャリアハイのシーズンとなった。11月6日にFAとなった。

### マリナーズ時代
2009年12月8日にシアトル・マリナーズと4年総額3600万ドル（5年目はオプション）の契約で合意。
2010年は二塁手として出場。主に2番でイチローと1・2番コンビを組み、チームの打線の起爆剤として期待されたが、開幕から調子があがらず、前半戦を打率.209で折り返すなど期待外れのパフォーマンスに終わった。最終的に9月下旬に固め打ちして打率を.259・出塁率を.340まであげ、42盗塁、リーグトップの17犠打を記録した。
2011年は三塁手として出場。しかしスランプに陥り、打率は2割を切り、長所の出塁率も.241に終わった。
2012年は主に左翼手として出場。エリック・ウェッジ監督の提言により、イチローが3番に移動、代わりにフィギンズが1番に入った。前年までのスランプから再起をかけたシーズンだったが、スランプから脱することができず、2年連続で打率1割台に終わった。1番打者としてイチローの代役を務められず、批判を集める結果となり、5月4日に監督のアナウンスにより控えに降格。その後は出場機会がほとんどなく、最終的に打率.181、出塁率.262という成績となった。契約は翌年も残っていたが、フィギンズは心的疲労・ストレスから「マリナーズから脱出したい」と思うに至っている。オフの11月20日に40人枠から外され、戦力外になった。2013年分の年俸800万ドル（約6億6000万円）の契約が残っており、フィギンズにはこの全額がマリナーズから支払われる。

### マーリンズ傘下時代
2013年2月8日にマイアミ・マーリンズとマイナー契約を結んだが、そのおよそ1カ月後に解雇された。

### ドジャース時代
2014年1月24日にロサンゼルス・ドジャースとマイナー契約を結んだ。3月16日にドジャースとメジャー契約を結び、オーストラリアでの開幕戦に同行した。開幕後は代打として9試合に出場したが、6打数1安打と結果を残せず、4月21日にAAA級アルバカーキ・アイソトープスへ降格。5月2日に昇格し、29試合に出場していたが、6月14日に左の大腿四頭筋を痛め15日間の故障者リスト入りし、8月6日にDFAとなった。8月13日に解雇された。

### 引退
2014年にドジャースを解雇されて以降はどこのチームにも所属せず、2016年3月20日に引退を公式に表明した。またエンゼルスと引退のための1日契約を結ぶことを明らかにした。

## 選手としての特徴
右投両打のユーティリティープレイヤー。内野手登録になっていたが、外野手として出場することも多かった。2006年と2012年は内野手よりも外野手として出場した試合数の方が多かった。

## 詳細情報

### 年度別打撃成績
| 年 度      | 球 団      | 試 合 | 打 席 | 打 数 | 得 点 | 安 打 | 二 塁 打 | 三 塁 打 | 本 塁 打 | 塁 打 | 打 点 | 盗 塁 | 盗 塁 死 | 犠 打 | 犠 飛 | 四 球 | 敬 遠 | 死 球 | 三 振 | 併 殺 打 | 打 率 | 出 塁 率 | 長 打 率 | O P S |
| ---------- | ---------- | ----- | ----- | ----- | ----- | ----- | -------- | -------- | -------- | ----- | ----- | ----- | -------- | ----- | ----- | ----- | ----- | ----- | ----- | -------- | ----- | -------- | -------- | ----- |
| 2002       | ANA LAA    | 15    | 12    | 12    | 6     | 2     | 1        | 0        | 0        | 3     | 1     | 2     | 1        | 0     | 0     | 0     | 0     | 0     | 5     | 1        | .167  | .167     | .250     | .417  |
| 2003       | ANA LAA    | 71    | 277   | 240   | 34    | 71    | 9        | 4        | 0        | 88    | 27    | 13    | 7        | 6     | 4     | 20    | 0     | 0     | 38    | 1        | .296  | .345     | .367     | .712  |
| 2004       | ANA LAA    | 148   | 638   | 577   | 83    | 171   | 22       | 17       | 5        | 242   | 60    | 34    | 13       | 10    | 2     | 49    | 0     | 0     | 94    | 6        | .296  | .350     | .419     | .769  |
| 2005       | ANA LAA    | 158   | 720   | 642   | 113   | 186   | 25       | 10       | 8        | 255   | 57    | 62    | 17       | 9     | 5     | 64    | 1     | 0     | 101   | 9        | .290  | .352     | .397     | .749  |
| 2006       | ANA LAA    | 155   | 683   | 604   | 93    | 161   | 23       | 8        | 9        | 227   | 62    | 52    | 16       | 5     | 7     | 65    | 1     | 2     | 100   | 6        | .267  | .336     | .376     | .712  |
| 2007       | ANA LAA    | 115   | 503   | 442   | 81    | 146   | 24       | 6        | 3        | 191   | 58    | 41    | 12       | 2     | 8     | 51    | 0     | 0     | 81    | 7        | .330  | .393     | .432     | .825  |
| 2008       | ANA LAA    | 116   | 520   | 453   | 72    | 125   | 14       | 1        | 1        | 144   | 22    | 34    | 13       | 2     | 0     | 62    | 3     | 3     | 80    | 7        | .276  | .367     | .318     | .685  |
| 2009       | ANA LAA    | 158   | 729   | 615   | 114   | 183   | 30       | 7        | 5        | 242   | 54    | 42    | 17       | 8     | 4     | 101   | 0     | 1     | 114   | 8        | .298  | .395     | .393     | .789  |
| 2010       | SEA        | 161   | 702   | 602   | 62    | 156   | 21       | 2        | 1        | 184   | 54    | 42    | 15       | 17    | 6     | 74    | 0     | 3     | 114   | 19       | .259  | .340     | .306     | .646  |
| 2011       | SEA        | 81    | 313   | 288   | 24    | 54    | 11       | 1        | 1        | 70    | 15    | 11    | 6        | 2     | 2     | 21    | 1     | 0     | 42    | 6        | .188  | .241     | .243     | .484  |
| 2012       | SEA        | 66    | 194   | 166   | 18    | 30    | 5        | 2        | 2        | 45    | 11    | 4     | 1        | 7     | 2     | 19    | 0     | 0     | 48    | 3        | .181  | .262     | .271     | .533  |
| 2014       | LAD        | 38    | 76    | 60    | 8     | 13    | 3        | 0        | 0        | 16    | 1     | 4     | 1        | 1     | 0     | 14    | 0     | 1     | 15    | 0        | .217  | .373     | .267     | .640  |
| 通算：12年 | 通算：12年 | 1282  | 5360  | 4701  | 708   | 1298  | 188      | 58       | 35       | 1707  | 403   | 341   | 119      | 69    | 40    | 540   | 6     | 10    | 832   | 73       | .276  | .349     | .363     | .712  |

- 各年度の太字はリーグ最高
- ANA（アナハイム・エンゼルス）は、2005年にLAA（ロサンゼルス・エンゼルス・オブ・アナハイム）に球団名を変更

### タイトル
- 盗塁王 1回：2005年

### 記録
- MLBオールスターゲーム選出 1回：2009年